# منشأة السادات (بني سويف)
قرية منشأة السادات هي إحدى القرى التابعة لمركز الفشن في محافظة بني سويف في جمهورية مصر العربية. حسب إحصاءات سنة 2006، بلغ إجمالي السكان في منشأة السادات 5601 نسمة، منهم 2835 رجل و2766 امرأة.